# دولت موقت ایران
دولت موقت انقلاب اسلامی ایران که به صورت خلاصه با عنوان دولت موقت ایران شناخته می‌شود، دولتی در ایران بود که پس از انقلاب از سال ۱۳۵۷ و به منظور رسیدگی به اوضاع به فرمان سید روح‌الله خمینی تشکیل شد و تا ۱۳۵۸، پیش از اعلام استعفای مهدی بازرگان به مدت ۹ ماه بر سر کار بود.
با پیروزی انقلاب ۱۳۵۷، سید روح‌الله خمینی حکم نخست‌وزیری دولت موقت را به نام مهدی بازرگان صادر کرد. او به مدت ۹ ماه سمت نخست‌وزیری موقت را بر عهده داشت. پس از حمله به سفارت آمریکا توسط دانشجویان در ۱۳ آبان وی و دولت او به‌طور کامل استعفا دادند. بازرگان بعد از استعفا از نخست‌وزیری در اولین دوره مجلس به نمایندگی مردم تهران برگزیده شد.

## تشکیل دولت موقت

سخنرانی بازرگان پس از دریافت حکم نخست‌وزیری

پس از ورود سید روح‌الله خمینی در روز ۱۲ بهمن ۱۳۵۷ به ایران، او طی سخنانی در بهشت زهرا وعده تشکیل دولتی انقلابی را داد. او در نطق تاریخی خود گفت: 
من تو دهن این دولت می‌زنم، من دولت تعیین می‌کنم، من به پشتیبانی این ملت دولت تعیین می‌کنم، من به واسطه اینکه ملت مرا قبول دارد.
در شامگاه ۱۴ بهمن طی جلسه‌ای که با حضور اعضای شورای انقلاب اسلامی در اقامتگاه خمینی در دبستان علوی شماره ۲ برگزار شد مهدی بازرگان به عنوان نخست‌وزیر دولت موقت تعیین شد. حکم نخست‌وزیری بازرگان در تاریخ ۱۵ بهمن ۱۳۵۷ مصادف با ۶ ربیع‌الاول ۱۳۹۹ ابلاغ شد و در تاریخ ۱۶ بهمن ۱۳۵۷ در آمفی‌تئاتر مدرسه علوی در خیابان ایران (خیابان عین الدوله سابق) به او اعطا شد. در حکم نخست‌وزیری بازرگان آمده بود:
بنا به پیشنهاد شورای انقلاب، بر حسب حق شرعی و حق قانونی ناشی از آرای اکثریت قاطع قریب به اتفاق ملت ایران که طی اجتماعات عظیم و تظاهرات وسیع و متعدد در سراسر ایران نسبت به رهبری جنبش ابراز شده‌است و به موجب اعتمادی که به ایمان راسخ شما به مکتب مقدس اسلام و اطلاعی که از سوابقتان در مبارزات اسلامی و ملی دارم، جنابعالی را بدون در نظر گرفتن روابط و حزبی بستگی به گروهی خاص، مأمور تشکیل دولت موقت می‌نمایم تا ترتیب اداره امور مملکت و خصوصاً انجام رفراندوم و رجوع به آرای عمومی ملت دربارهٔ تغییر نظام سیاسی کشور به جمهوری اسلامی و تشکیل مجلس مؤسسان از منتخبین مردم جهت تصویب قانون اساسی نظام جدید و انتخاب مجلس نمایندگان ملت بر طبق قانون اساسی جدید را بدهید.

دولت موقت:ایستاده از راست:احمدزاده (وزیر صنایع)، تاج (وزیر نیرو)، مبشری (وزیر دادگستری)، اسلامی (وزیر پست و تلگراف)، میناچی (وزیر ارشاد)، یزدی (وزیر امورخارجه)، یدالله سحابی (وزیر طرحها و برنامه‌های انقلاب)، شریعتمداری (وزیر علوم)، امیرانتظام (معاون نخست‌وزیر و سخن گو)، حاج سیدجوادی (وزیر سابق کشور)، مهندس بازرگان (نخست‌وزیر)، فروهر (وزیر کار)، شکوهی (وزیر آموزش و پرورش)، طاهری (وزیر راه)، اردلان (وزیر دارائی)، صباغیان (وزیر کشور)، احمد بنی‌اسدی (وزیر مشاور در امور اجرایی)، محمدتقی ریاحی (وزیر جنگ)
نشسته از راست: حکیمی (دفتر نخست‌وزیری)، ایزدی (وزیر کشاورزی)، رستگارپور (رئیس دفتر)، معین‌فر (وزیر نفت)، کتیرایی (وزیر مسکن)، سامی (وزیر بهداری)

خمینی در مراسم اعطای حکم به بازرگان در سخنرانی خود، بازرگان را پیشنهاد شورای انقلاب خواند و به بختیار نخست‌وزیر دولت شاهنشاهی اخطار کرد تا با دولت موقت مخالفتی نکند.

## اقدامات دولت موقت
خمینی در روز ۱۵ بهمن ۱۳۵۷ و در حالی که هنوز دولت بختیار قدرت را در دست داشت، طی مراسمی، بازرگان را به عنوان نخست‌وزیر دولت موقت معرفی کرد. با تشدید روند سقوط حکومت پهلوی، در ۲۲ بهمن ۱۳۵۷، فرمانده ستاد ارتش، وفاداری خود را به انقلاب اعلام کرد. بختیار مخفیانه خارج شد و دولت موقت امور را به دست گرفت.
کابینه بازرگان به دو گروه مجزا تقسیم می‌شد: گروه اول دارای تجربه مدیریتی و گروه دوم فاقد تجربه و بیشتر فعالیت فکری و علمی داشتند. در کابینه بازرگان ۱۱ نفر از نهضت آزادی، ۱۱ نفر از جبهه ملی، ۴ نفر از انجمن اسلامی مهندسین و ۴ نفر از روحانیون حضور داشتند.
با شروع کار دولت، وجود مشکلات متعدد، نبود اجماع کافی بین نیروهای انقلابی، نبود همگونی فکری میان مسئولان سیاسی، وجود سلایق متفاوت و شرایط انقلابی کشور موجب شد تا هرگونه تصمیم‌گیری با مشکلات مواجه گردد. در این شرایط، رهبر انقلاب که از یک سو سخنگوی انقلابیون بود و از سوی دیگر نگران تمامیت انقلاب، نقشی پدرگونه ایفا کرد و از مردم خواست که از دولت موقت حمایت بکنند. با حمایت ایشان دولت موفق شد زمینه را برای استقرار نهادهای باثبات در کشور فراهم آورد. فعالیت دولت موقت تا ۱۵ آبان ۱۳۵۸ ادامه یافت که در نهایت به دنبال تشدید جو انقلابی در کشور و تشدید مطالبات از دولت و حوادثی مانند تصرف سفارت آمریکا، دولت موقت مجبور به استعفا شد.

## استعفای دولت موقت
پس از اشغال سفارت آمریکا توسط دانشجویان مسلمان پیرو خط امام و موافقت خمینی با این اقدام آنان، بازرگان و اعضای دولت وی به‌طور دسته جمعی استعفا نمودند. خمینی هم با پذیرش استعفای آنان، اداره امور کشور را تا زمان برگزاری انتخابات به شورای انقلاب سپرد.

## انتقادات به دولت موقت
طی گفتگو محمد توسلی اولین شهردار تهران بعد از انقلاب با ایرنا در اسفند ۹۷ این انتقاد مطرح شد که چرا اکثر اعضای دولت موقت از اعضای نهضت آزادی انتخاب شده‌اند، توسلی در جواب گفت:
شما ببینید کسانی که انتخاب شدند، چه کسانی بودند. آقای مهندس معین‌فر در سازمان برنامه انتخاب شدند. مهندس معین‌فر از سال ۴۱ رئیس دفتر فنی سازمان برنامه و پدر زلزله ایران بودند. وزارت نیرو، آقای مهندس تاج انتخاب شدند. مهندس تاج یکی از مدیران قدیمی و موفق وزارت نیرو بود، از پایه‌گذاران انجمن اسلامی مهندسین در سال ۱۳۳۶ بودند. آقای مهندس کتیرایی از مهندسین قدیمی بود که سوابقش روشن است. در وزارت مسکن و شهرداری سابقه داشتند.
او در ادامه گفت:
مجموعه کسانی که در این چندبار تغییراتی که انجام شد در دولت موقت قرار گرفتند، مجموعشان ۳۰ نفر است که ۱۱ نفر از اعضای نهضت آزادی هستند که می‌شود ۳۶ درصد کابینه. از جبهه ملی و منفردین جبهه ملی ۱۱ نفر هستند که این هم ۳۶ درصد است و از انجمن مهندسین ۴ نفر هستند که ۱۳ درصد است و از روحانیون شورای انقلاب ۴ نفر هستند که ۱۸ درصد است؛ مثلاً از روحانیون آقای اکبر هاشمی رفسنجانی در معاونت وزارت کشور بودند.

## یادداشت
1. ↑  در ابتدا، عنوان موقت «وزیر اطلاعات، تبلیغات و خیرات» داشت.
2. ↑  ابراهیم یزدی به عنوان قائم‌مقام وزیر منصوب شد.
3. ↑  به دلیل ادغام وزارت‌خانه‌های علوم و آموزش عالی و فرهنگ و هنر، علی شریعتمداری در ابتدا، عنوان موقت «وزیر علوم و فرهنگ و هنر» داشت و پرویز ورجاوند را در روز ۶ اسفند به عنوان قائم‌مقام وزارت‌خانهٔ تازه‌تأسیس منصوب کرد که امور وزارت‌خانهٔ منحل‌شدهٔ فرهنگ و هنر را تا ادغام کامل سرپرستی کند.[۲۱]
4. ↑  به دلیل عدم اقامت علی‌محمد ایزدی در ایران، یکی از کارمندان وزارت‌خانه به نام اسماعیل قره‌باغی مسئولیت سرپرستی وزارت را تا زمان بازگشت ایزدی به ایران برعهده گرفت.[۲۲]
5. ↑  تا ۲ اردیبهشت، «سازمان ورزش ایران» نام داشت.[۳۰]
6. ↑  در نخستین روزهای پس از انقلاب، حسین فکری بدون حکم رسمی، بخش اداری سازمان را در اختیار داشت.[۳۱]